# 戸村義和
戸村 義和（とむら よしかず）は、日本の武将。戸村家7代当主・戸村義国の父にあたる。また、佐竹一族である。

## 生涯

### 出自
豊後国の守護・戸村義廣の子として生まれる。戸村氏は代々、佐竹氏の支流として受け継がれてきた。その中で義和は十太夫（十大夫）を襲名しているため6代当主と思われる。

### 江戸氏と佐竹氏
当時、佐竹氏の家臣であった義和と父義廣は、1590年（天正18年）に江戸氏と佐竹氏の不知を知り、義廣自らが奮戦し江戸勢を打ち破る。また、義和は江戸重通の娘・知哀院を側室として迎えている。
1591年7月3日（天正19年5月13日）には後の戸村家7代当主・戸村義国を生んでいる。

### 文禄の役
佐竹義宣の時代、文禄の役では朝鮮を征伐しに参陣したものの、朝鮮にて病に倒れ、1592年8月30日（文禄元年7月23日）に病死（一説によると戦死とも言われる）。義国は父の顔を見ることができなかったという。墓は戸村家代々が眠る横手市の龍昌院。後に義国に当主を継いでいる。

## 系譜
- 父：戸村義廣（？ - ？）
- 側室：知哀院 - 江戸重通娘
- 子
  - 男子：戸村義国（1591 - 1671）